# Бояркин, Василий Илларионович
Василий Илларионович Бояркин (1914—1943) — старший сержант Рабоче-крестьянской Красной Армии, участник Великой Отечественной войны, Герой Советского Союза (1944).

## Биография
Василий Бояркин родился 24 апреля 1914 года на хуторе Ольшанка (ныне — Тюльганский район Оренбургской области) в семье крестьянина. Получил начальное образование, работал трактористом на Шаартузской машинно-тракторной станции Курган-Тюбинской области Таджикской ССР. В ноябре 1941 года был призван на службу в Рабоче-крестьянскую Красную Армию. С октября 1942 года — на фронтах Великой Отечественной войны. К сентябрю 1943 года гвардии старший сержант Василий Бояркин командовал пулемётным расчётом 4-го эскадрона 60-го гвардейского кавалерийского полка 16-й гвардейской кавалерийской дивизии 7-го гвардейского кавалерийского корпуса 61-й армии Центрального фронта. Отличился во время битвы за Днепр.
27 сентября 1943 года в районе деревни Нивки Брагинского района Гомельской области Белорусской ССР Бояркин одним из первых в своём подразделении переправился через Днепр и огнём пулемёта прикрывал переправу полковых подразделений. Только во время первой контратаки расчёт Бояркина уничтожил и ранил около 30 вражеских солдат и офицеров и заставил отступить оставшихся на свои позиции. Несмотря на полученное ранение, Бояркин поля боя не покинул и продолжил сражаться, успешно выполнив боевую задачу, что позволило 28 сентября освободить деревню Вялье. 12 декабря 1943 года Бояркин погиб в бою. Похоронен в посёлке Комарин.

## Награды и звания
Указом Президиума Верховного Совета СССР «О присвоении звания Героя Советского Союза генералам, офицерскому, сержантскому и рядовому составу Красной Армии» от 15 января 1944 года за «образцовое выполнение боевых заданий командования на фронте борьбы с немецкими захватчиками и проявленными при этом отвагу и геройство» гвардии старший сержант Василий Бояркин посмертно был удостоен высокого звания Героя Советского Союза. 
Также был награждён орденами Ленина, Отечественной войны I степени и Красной Звезды.

## Память
- В посёлке Шаартуз Таджикистана у местного ДК установлен памятник Бояркину. В посёлке Комарин его имя размещено на мемориальной плите[1].
- Имя Героя размещено на Аллее Славы в Комарине (Гомельская область, Беларусь), с портретом и биографией[3].